# Chris Hayes
Christopher L. "Chris" Hayes (28 de febrero de 1979) es un periodista estadounidense. Hayes es el presentador del programa semanal de debate de la MSNBC Up with Chris Hayes. Ha participado habitualmente como comentarista en shows como The Rachel Maddow Show y The Last Word with Lawrence O'Donnel. Hayes colabora en la revista The Nation.

## Biografía
Hayes nació el 28 de febrero de 1979. Estudió en el Hunter College High School de Nueva York. A continuación asistió a la Brown University donde se graduó en filosofía. 
Entre los años 2006 al 2007, Hayes fue becario del Nation Institute y colaborador de The Nation. El 1 de noviembre de 2007, The Nation lo nombró su editor en Washington D. C. puesto en el que sucedió a David Corn. Actualmente es el editor de la revista mensual publicada en Chicago In these Times. Hayes ha escrito sobre temas relacionados con la política liberal, incluyendo los cambios dentro del movimiento obrero y las transformaciones del Partido Demócrata en el mundo posterior al 11 de septiembre. Hayes también es un colaborador habitual del Chicago Reader, un periódico semanal, donde se ocupa de la política local y nacional.
En julio de 2010, Hayes presentó The Rachel Maddow Show, mientras Rachel Maddow viajaba por Afganistán. Hayes también ha presentado otros magazines como The Ed Show, Countdown with Keith Obermann, y The Last Word with Lawrence O'Donnel.  
Desde 2011, Hayes es el moderador de su propio programa Up With Chris Hayes. Su primera emisión se produjo el 17 de septiembre de 2011. En el  programa, Hayes analiza y comenta acontecimientos de la actualidad política y social y cuenta con invitados y expertos en los temas tratados. 
Hayes está casado con Kate A. Shaw, profesora de derecho en la Benjamin N. Cardozo School of Law, y reside en Nueva York, donde se produce su programa Up with Chris Hayes. Su hija Elizabeth Shaw-Hayes nació en noviembre de 2011.

## Obras
El primer libro de Chris Hayes, Twilight of the Elites: America After Meritocracy, fue publicado por Crown Publishing Group en junio de 2012. El libro examina como la corrupción y la incompetencia inutilizaron Wall Street y otras instituciones importantes. En palabras de Hayes: 
"Uno de los aspectos más nocivos de la actual distribución de los recursos en este país, es decir la actual desigualdad que tenemos, no sólo es que [esa distribución] perjudica a la gente que está en la base de la pirámide social, sino que hace que la gente que está en la parte superior sea peor. Los condiciona a ser incompetentes y corruptos".